# Jacques Planchard
Jacques baron Planchard (Virton, 18 mei 1929 - Luxemburg, 28 juni 2013) was een Belgisch ambtenaar en gouverneur van Luxemburg.

## Biografie
Jacques Planchard behaalde de diploma's van doctor in de rechten aan licentiaat in de handels- en financiële wetenschappen aan de Katholieke Universiteit Leuven en een MBA aan de Universiteit van Florida in de Verenigde Staten.
Na zijn studies trad hij in dienst van de Europese Gemeenschap voor Kolen en Staal in Luxemburg. Hij werkte er achttien jaar en beëindigde er zijn carrière als directeur van het financieel commissariaat. Hij was tevens reserveofficier.
Planchard werd in 1976 gouverneur van Luxemburg, een ambt dat hij tot 1996 uitoefende.
Van 1997 tot 2002 was hij voorzitter van de raad van bestuur van Bank Degroof Luxembourg. Hij was tevens hoogleraar aan de Université catholique de Louvain.
Planchard werd in 2005 in de erfelijke adel opgenomen met de persoonlijke titel van baron.
Hij overleed in 2013.